# Horní Branná
Obec Horní Branná (německy Brennei) se nachází v okrese Semily v Libereckém kraji. Žije zde přibližně 1 900 obyvatel.

## Historie
První písemná zmínka o obci pochází z roku 1357, ačkoli ves zde musela[zdroj?] existovat již dříve. Od roku 1387 byla v držení Valdštejnů. V dubnu 1606 zakoupil panství Václav Záruba mladší z Hustířan, kterému byl po porážce českého stavovské povstání majetek zkonfiskován a poté prodán Albrechtovi z Valdštejna.
V červnu 1650 bylo obyvatelům Horní Branné doručeno „Přísné nařízení Nejvýtečnější Vznešenosti přijmout víru katolickou“, ale tomuto dekretu kardinála Harracha se obyvatelé odmítli podřídit. Branská vzpoura (1651) proti rekatolizaci byla tvrdě potlačena a z panství dle zprávy „Králové-hradecké reformační komise“ uprchlo 1087 poddaných. Tito uprchlíci rozšířili řady exulantů v sousedním Slezsku.

## Pamětihodnosti
- Zámek Horní Branná
- Myslivna za zámkem
- Kostel svatého Mikuláše s kaplí Nejsvětější Trojice
- Špitál s bývalou kaplí svatého Aloise
- Socha svatého Jana Nepomuckého
- Pamětní deska spisovatele Josefa Šíra
- Střížkův plátenický dům
- Hrobka rodu Harrachů (kaple svatého Kříže)
- Mandlovna

## Části obce
- Horní Branná
- Valteřice

Osady: Bohdaneč, Dolení Konec, V Dolách, Výsplachy, Hradsko, Končiny, Pod Hradem, Pilousek.

## Osobnosti
Významní rodáci
- Jan Vejrych – architekt

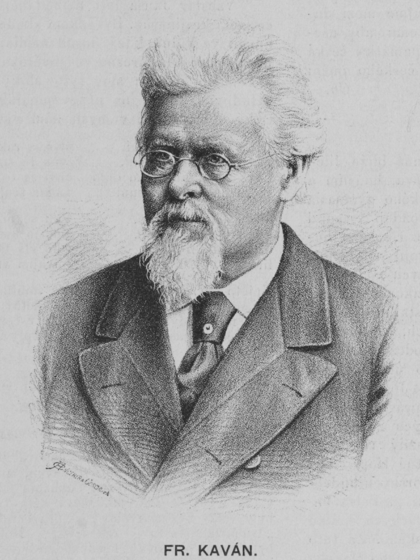
František Kaván

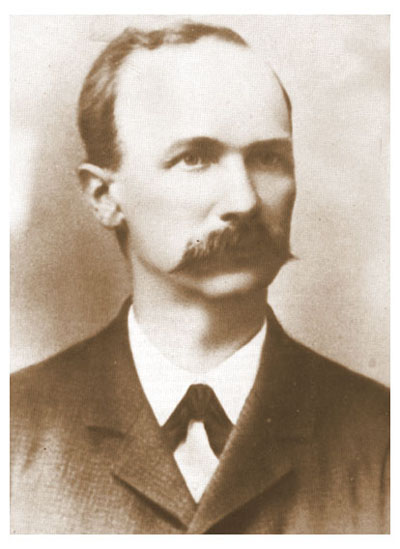
Josef Šír

- František Kaván – hudební skladatel
- Jan Slavomír Tomíček – spisovatel, novinář a historik
- Josef Šír – učitel a spisovatel
- Zdeněk Pochop – kritik, prozaik a redaktor
- Antonín Petrák - řecko-římský zápasník
- Dalibor Matouš - malíř a grafik

### Osobnosti
- Bohumil František Hakl
- Jiří Havel
- Mirovít Josef Král
- Ferdinand Reich
- Václav Jón
- Zdeněk Hák
- Arnošt Novák
- Hynek Gross
- Bohdan Řehák
- František Antonín Střížek
- Ferdinand Bonaventura z Harrachů
- Josef Semela
- Karel Nosál
- Ludvík Šmíd
- Ilja Matouš
- Miroslav Šimůnek
- Vojtěch Lantzl
- Jan Šípař Zásmucký ze Zásmuk
- Václav Weyrych z Gemsenfelsu
- Václav Kynčl
- Františka Konvalinková
- Rudolf Mejsnar

## Doprava
Doprava v Horní Branné je silniční a železniční. Silniční síť zde má několik křižovatek, například křížení silnice I/14, probíhající na severním okraji obce, se silnicí III/2954 na Jilemnici a Vrchlabí a silnicí III/0148 do centra Valteřic. V Horní Branné se rovněž kříží silnice III/2936 do Jilemnice a silnice III/2954. Železniční zastávka Horní Branná, která leží na trati Chlumec nad Cidlinou – Trutnov, se nachází na území sousední obce Dolní Branná.

### Seznam silnic

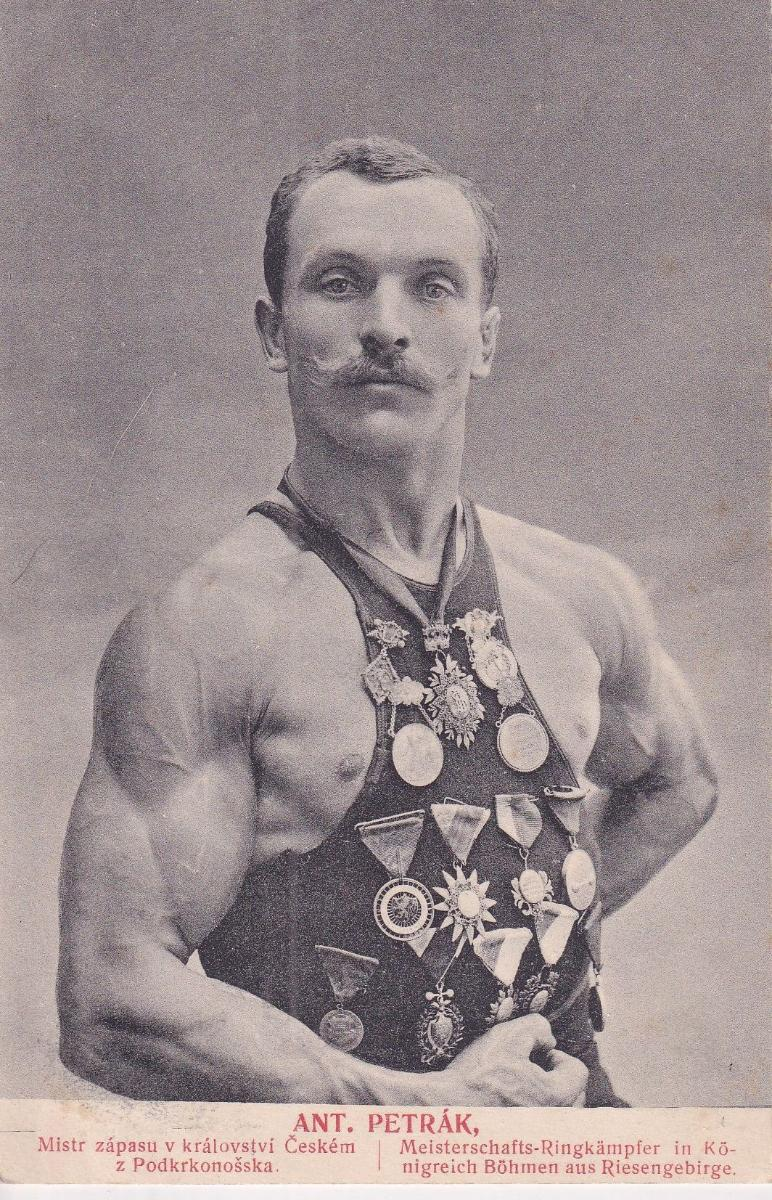
Antonín Petrák

- III/0148

- III/2936
- III/2954
- III/2955

#### Seznam autobusových zastávek
- Horní Branná
- Horní Branná pošta
- Horní Branná Valteřice
- Horní Branná Valteřice U mostu

## Geografie
Obec se nachází v Krkonošském podhůří, v Podkrkonošské pahorkatině. Na severu obce se nachází Lánovská vrchovina; nejvyšší vrchol v obci je Pilousek (707 m) v části Valteřice.

### Seznam kopců v obci
- Pilousek (707 m)
- Skalka (687 m)
- Malý Kozinec (571 m)
- Kozinec (562 m)
- Zuzánek (617 m)
- Na Vrších (Krkonošské podhůří) (534 m)
- Principálek (523 m)
- Veselý vrch (Krkonošské podhůří) (497 m)
- Horka (511 m)
- Při trhovci (506 m)